# Восточный (Казань, Приволжский район)
Восточный — посёлок (жилой массив) с малоэтажной застройкой в составе Казани.

## Территориальное расположение, границы

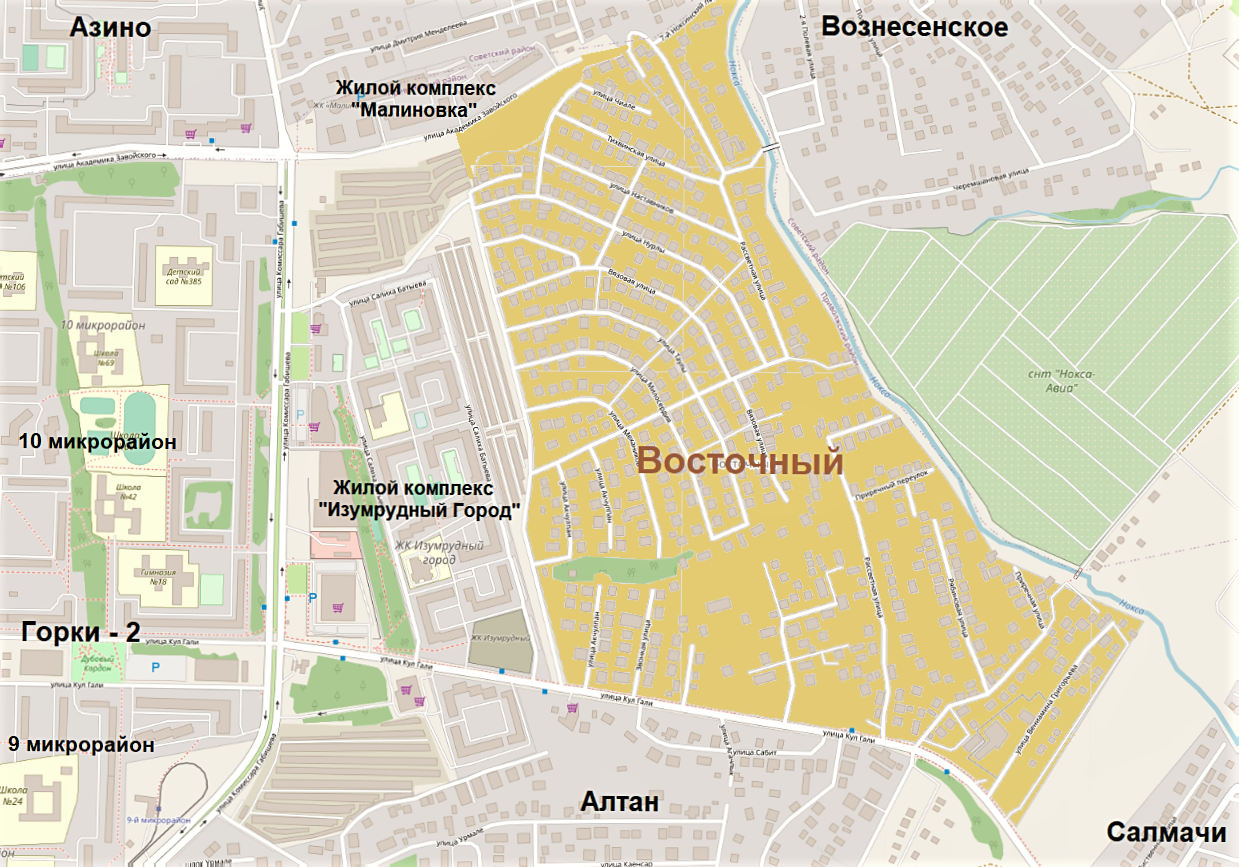
Карта посёлка Восточный

Посёлок Восточный находится в восточной части Казани, на территории Приволжского района.
Его северная граница проходит по улице Академика Завойского и 7-му Ноксинскому переулку, а восточная — по руслу реки Нокса (вдоль всей этой линии также проходит граница между Приволжским и Советским районами города). С юго-восточной стороны территория посёлка ограничена линией прохождения технического коридора трёх магистральных трубопроводов: газопровода высокого давления Миннибаево — Казань, этанопровода Миннибаево — Казань и этиленопровода Нижнекамск — Казань. Южная граница Восточного пролегает вдоль проезжей части улицы Кул Гали, а западная — вдоль проезда, отделяющего малоэтажную поселковую застройку от территории гаражных кооперативов «Восток» и «Гарант», а также многоэтажной застройки жилого комплекса «Изумрудный Город».

## Название
Своё название посёлок (жилой массив) Восточный получил в октябре 2009 года благодаря территориальному расположению — он находится в восточной части Казани.
- До начала 2000-х годов посёлком Восточный называли территорию малоэтажной застройки в Советском районе города — между улицами Академика Арбузова, Зенитной, Зур Урам, Каспийской и Краснооктябрьской; этот посёлок возник в 1950-х годах[2][3][4], но в настоящее время в отношении него указанное название уже не используется.

## История

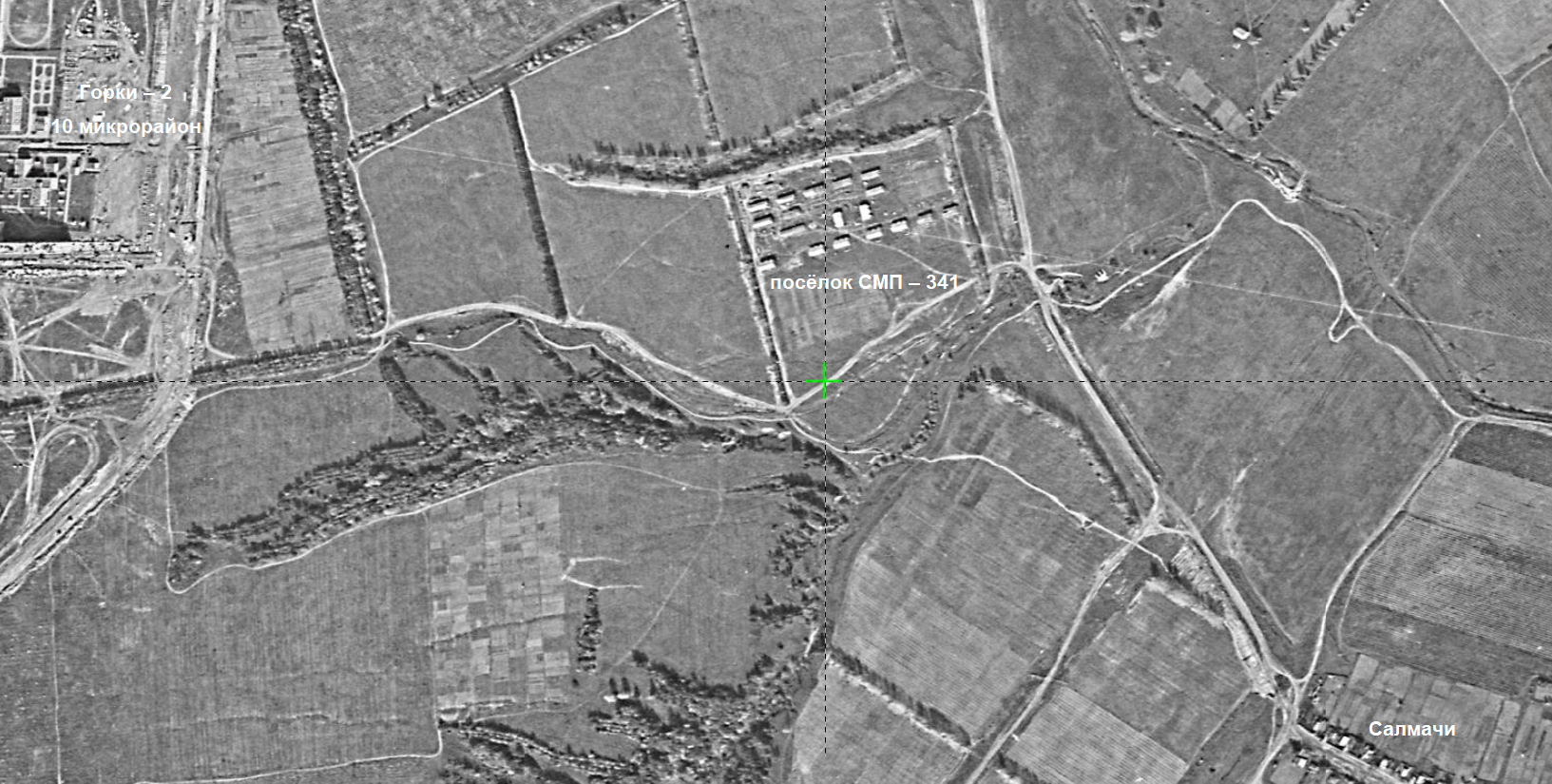
Посёлок СМП—341 около Казани в 1982 году

В советский период территория нынешнего посёлка Восточный относилась к сельскохозяйственным угодьям совхоза «Казанский» (село Салмачи Пестречинского района).
Первый небольшой посёлок появился в этом месте не позже начала 1980-х годов. Это был посёлок сотрудников Строительно-монтажного предприятия № 341, который так и назывался — посёлок СМП—341. Предположительно в конце 1980-х годов этот посёлок вместе с прилегающей территорией был включён в состав Казани, поэтому уже возникшие или только запроектированные здесь улицы получили свои названия решением Казанского горисполкома в 1989 году. До этого времени единственной поселковой улицей, имевшей название, была улица Строителей — её название было утверждено ещё до включения посёлка СМП—341 в состав города.
Первоначально указанный посёлок имел одноэтажную усадебную застройку, которая до настоящего времени не сохранилась. Сейчас на этом месте находятся несколько трёх- и четырёхэтажных многоквартирных домов, двух- и трёхэтажные дома коттеджного типа, а также одно крупное двухэтажное домовладение дворцового типа (ул. Строителей, 1). В основном эти здания были возведены в 2010-е годы.
В 1990-е годы к западу и северо-западу от посёлка СМП—341 возник коттеджный посёлок (индивидуальный жилой сектор) сотрудников Казанского медико-инструментального завода — ИЖС КМИЗ. В основном застройка его территории продолжалась до конца 2010-х годов. Также в конце 1990-х — начале 2000-х годов началась застройка домами коттеджного типа территории, расположенной ближе к улице Академика Завойского.
В октябре 2009 году ИЖС КМИЗ и «индивидуальный жилой сектор восточнее КМИЗ» (посёлок СМП—341) были переименованы в «индивидуальный жилой сектор Восточный — Восточный шәхси торак секторы». Позже ИЖС Восточный стал фигурировать как жилой массив Восточный.
В 2014 году южная часть посёлка (жилого массива) Восточный в границах улиц Акчулпан, Вениамина Григорьева, Звонкая, Рассветная, Приречная, Строителей, Рябиновая, а также переулков Рассветный и Приречный была объединена в Территориальное общественное самоуправление (ТОС) «Восточный».

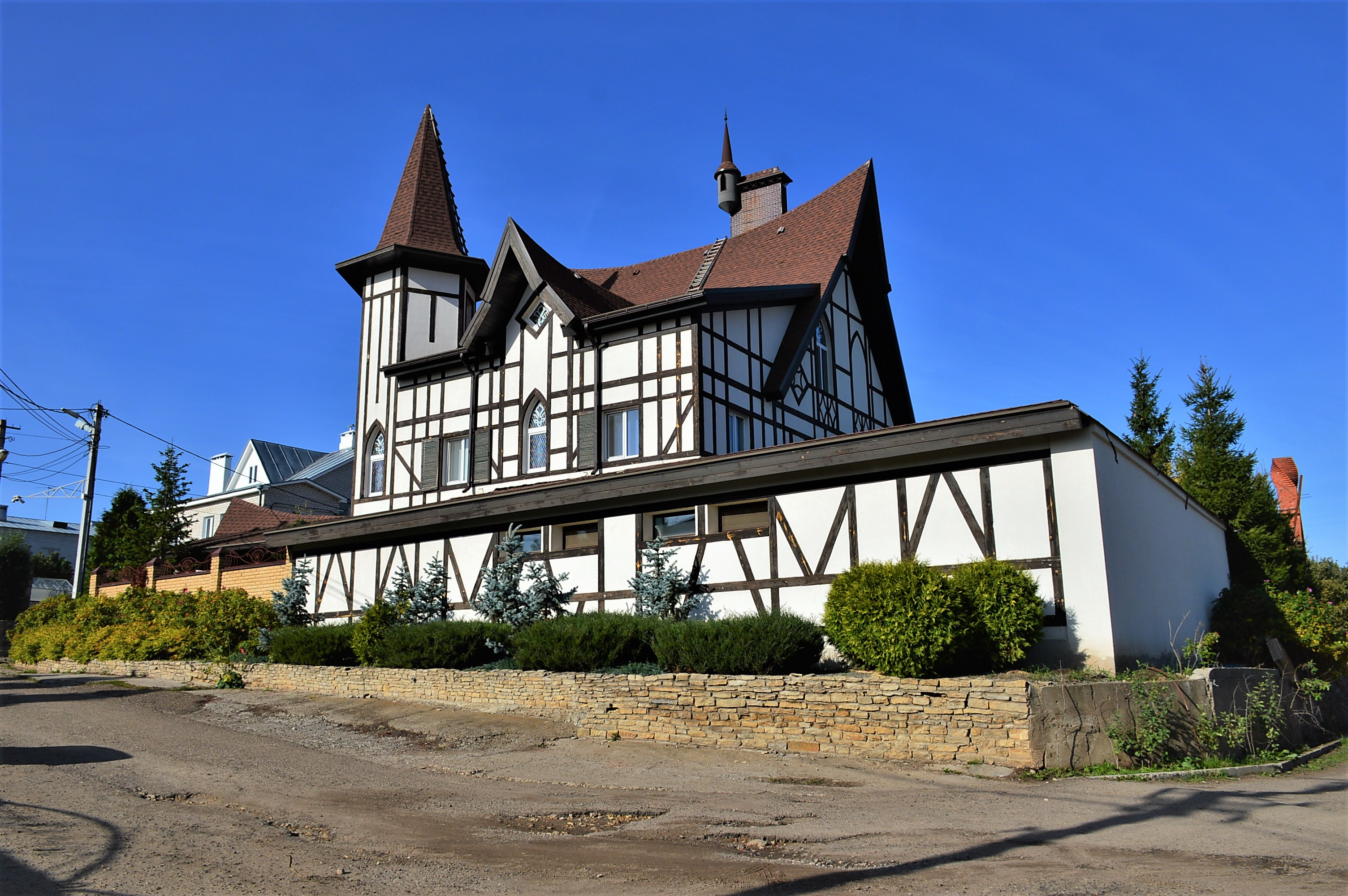
Жилой дом: ул. Нурлы, 2
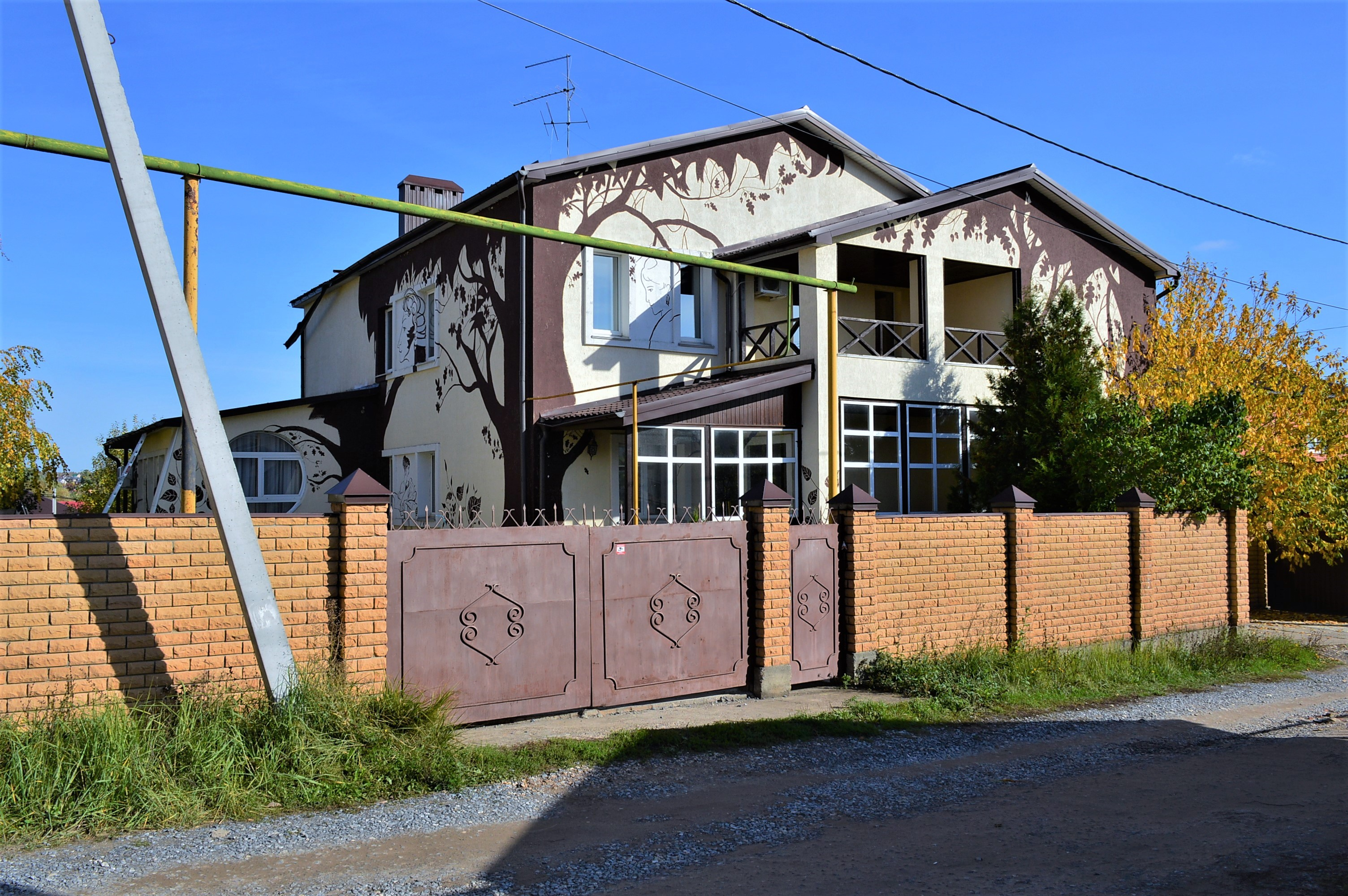
Жилой дом: ул. Тихвинская, 8
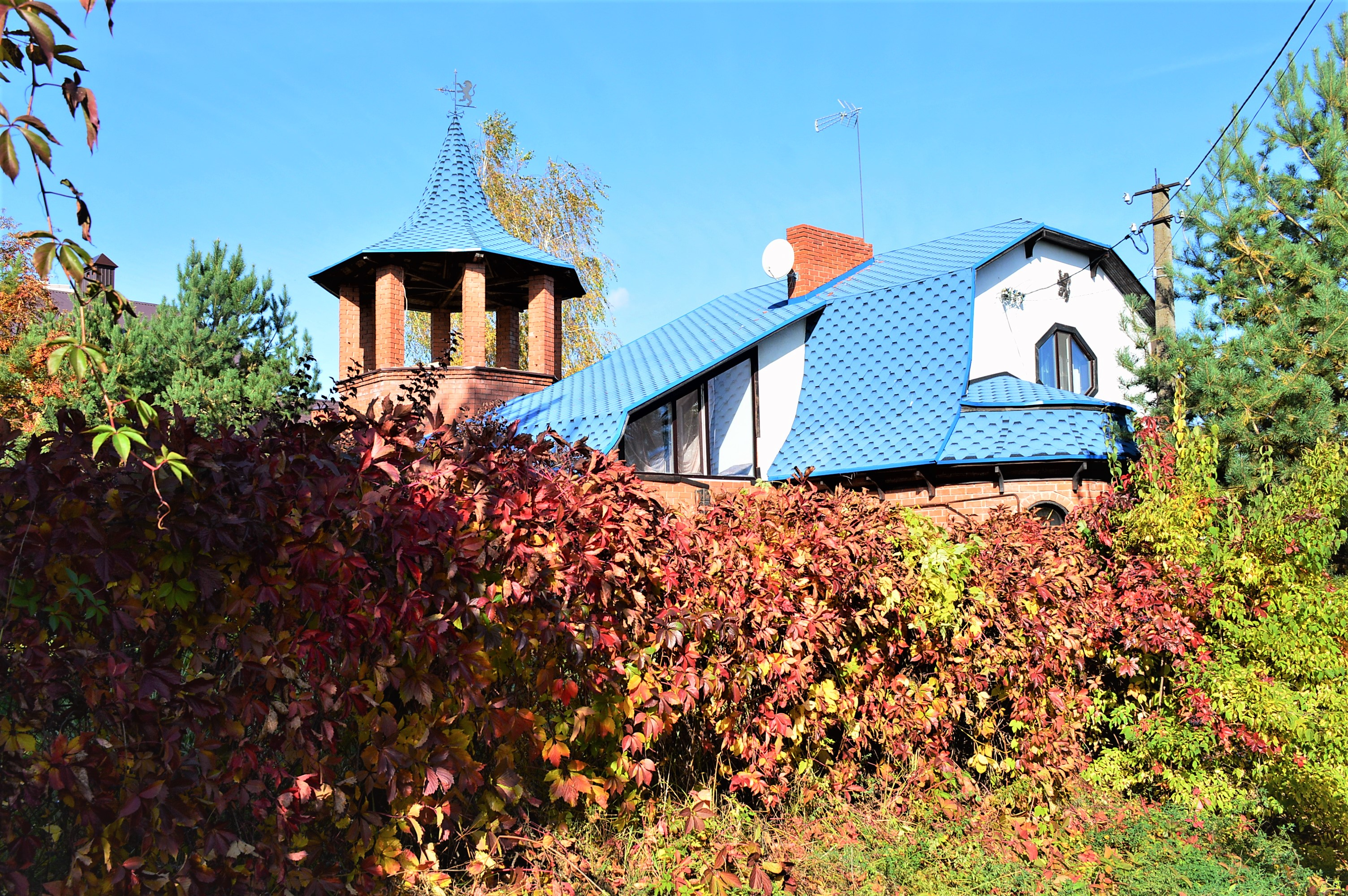
Жилой дом: ул. Вязовая, 40А
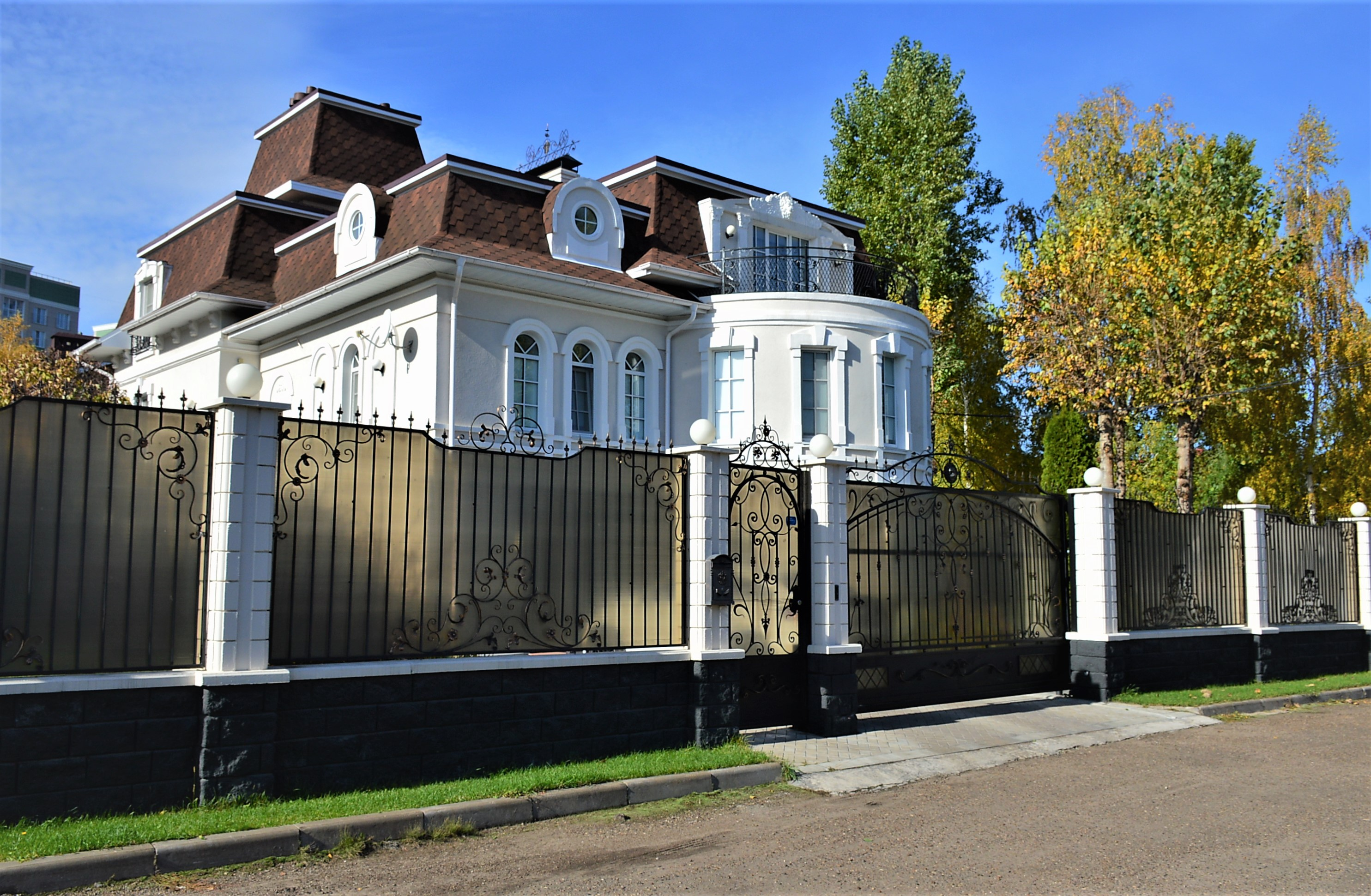
Жилой дом: ул. Акчулпан, 5
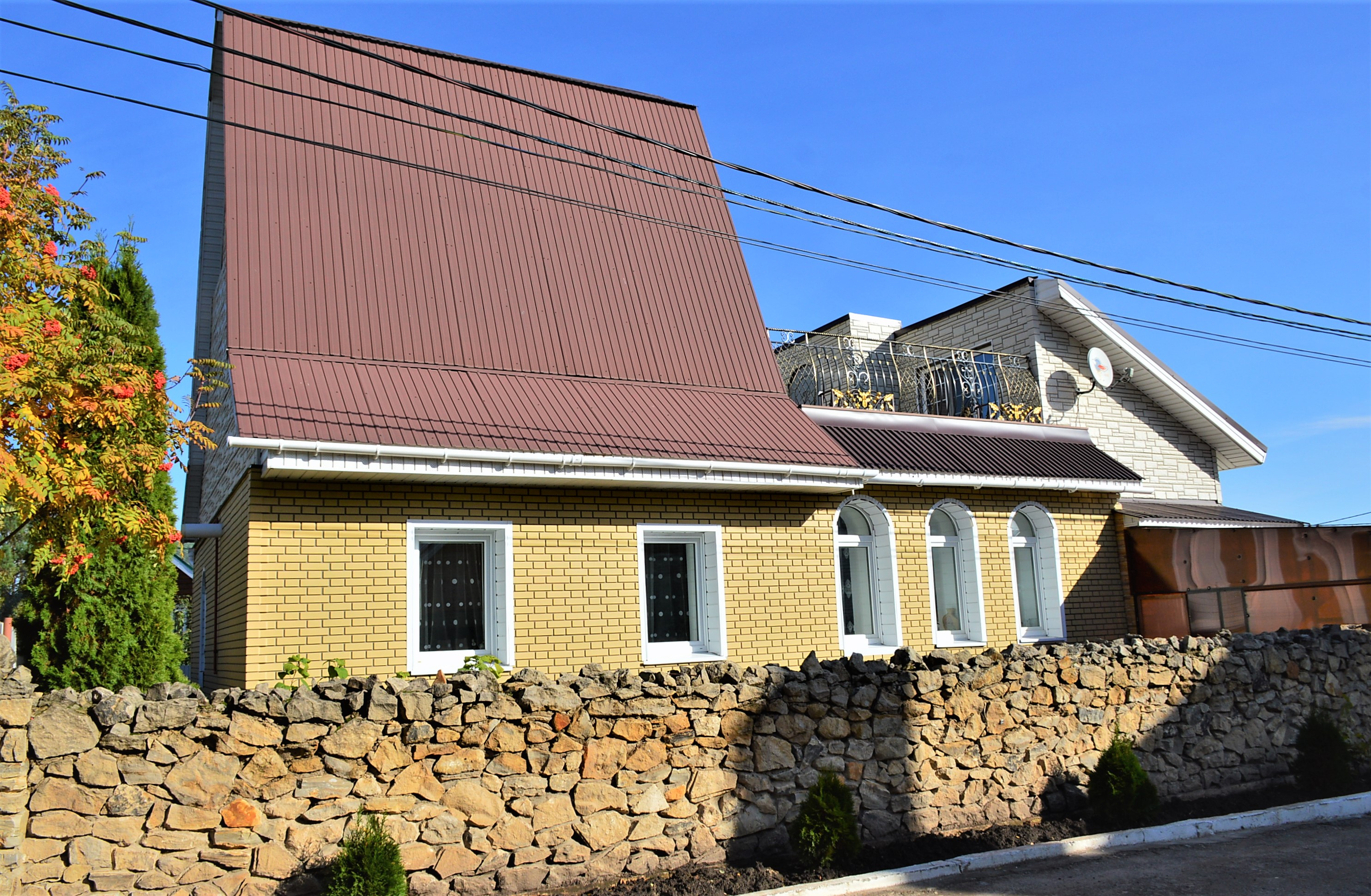
Жилой дом: ул. Чиале, 8

## Уличная сеть
В посёлке (жилом массиве) Восточный находятся дома с адресацией по 17 улицам, две из которых являются переулками.
Из всех улиц посёлка самой протяжённой является улица Рассветная (1,13 км), самыми короткими — переулок Рассветный (112 м) и улица Чиале (126 м).
Больше половины улиц посёлка получили свои названия в 1989 году, остальные — в 2001 и 2012 годах.
| Список улиц посёлка Восточный | Список улиц посёлка Восточный | Список улиц посёлка Восточный | Список улиц посёлка Восточный                                              | Список улиц посёлка Восточный |
| Название улицы                | Фотоизображение               | Вариант адресной таблички     | Документ, которым утверждено название                                      | Длина (в метрах)              |
| ----------------------------- | ----------------------------- | ----------------------------- | -------------------------------------------------------------------------- | ----------------------------- |
| Акчулпан улица                |                               |                               | Решение Казанского горисполкома от 26 июля 1989 года № 777                 | 827                           |
| Вениамина Григорьева улица    |                               |                               | Решение Казанской городской думы от 24 октября 2012 года № 30-17           | 609                           |
| Вязовая улица                 |                               |                               | Решение Казанского горисполкома от 26 июля 1989 года № 777                 | 225                           |
| Звонкая улица                 |                               |                               | Решение Казанского горисполкома от 26 июля 1989 года № 777                 | 182                           |
| Механиков улица               |                               |                               | Решение Казанского горисполкома от 26 июля 1989 года № 777                 | 416                           |
| Милосердия улица              |                               |                               | Решение Казанского горисполкома от 26 июля 1989 года № 777                 | 535                           |
| Наставников улица             |                               |                               | Решение Казанского горисполкома от 26 июля 1989 года № 777                 | 359                           |
| Нурлы улица                   |                               |                               | Решение Казанского горисполкома от 26 июля 1989 года № 777                 | 613                           |
| Приречная улица               |                               |                               | Постановление Главы администрации г. Казани от 18 августа 2001 года № 1754 | 175                           |
| Приречный переулок            |                               |                               | Постановление Главы администрации г. Казани от 18 августа 2001 года № 1754 | 148                           |
| Рассветная улица              |                               |                               | Постановление Главы администрации г. Казани от 18 августа 2001 года № 1754 | 1130                          |
| Рассветный переулок           |                               |                               | Постановление Главы администрации г. Казани от 18 августа 2001 года № 1754 | 112                           |
| Рябиновая улица               |                               |                               | Постановление Главы администрации г. Казани от 18 августа 2001 года № 1754 | 468                           |
| Строителей улица              |                               |                               | —                                                                          | 277                           |
| Таулы улица                   |                               |                               | Решение Казанского горисполкома от 26 июля 1989 года № 777                 | 626                           |
| Тихвинская улица              |                               |                               | Решение Казанского горисполкома от 26 июля 1989 года № 777                 | 306                           |
| Чиале улица                   |                               |                               | Решение Казанского горисполкома от 26 июля 1989 года № 777                 | 126                           |

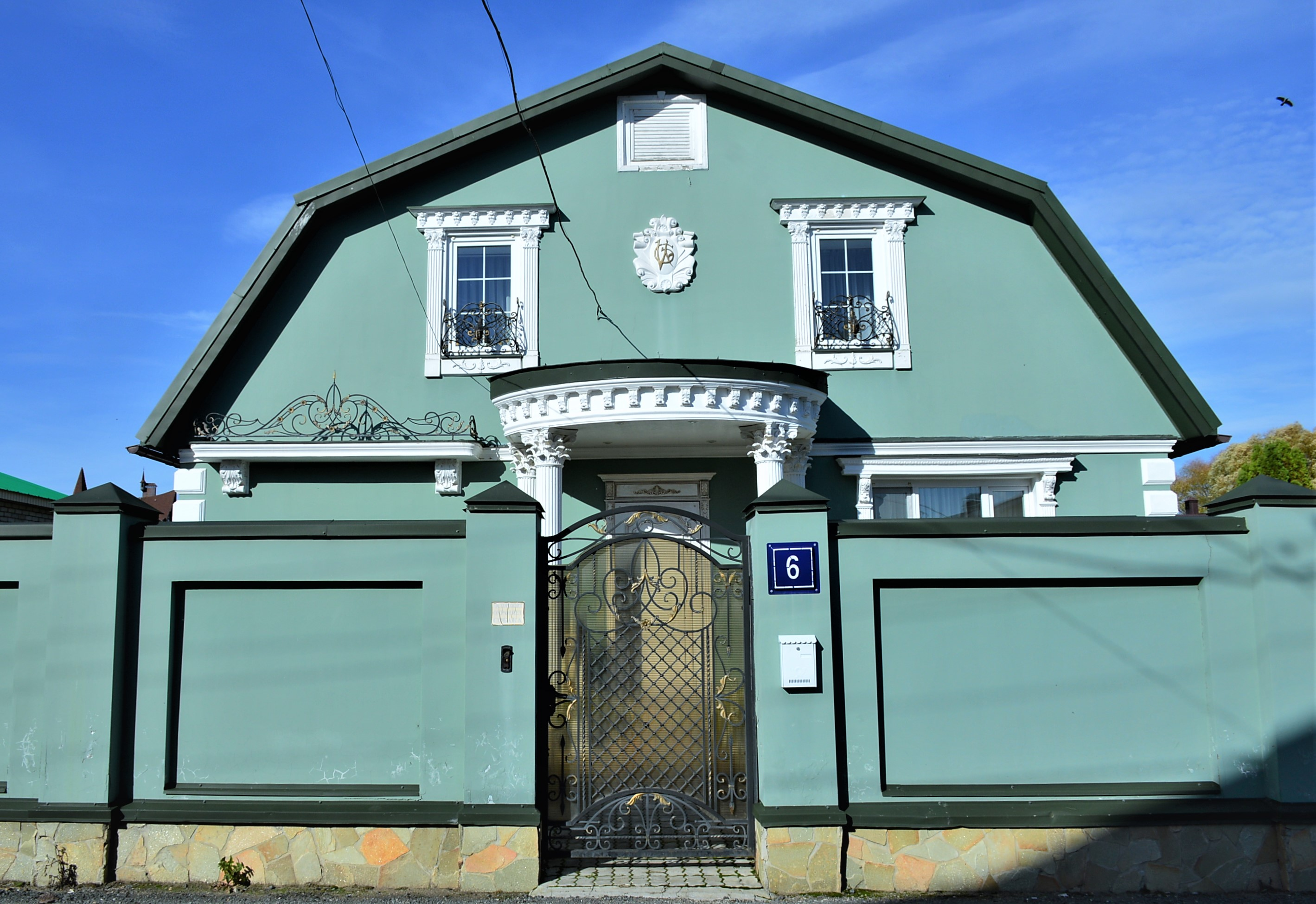
Жилой дом: пер. Рассветный, 6
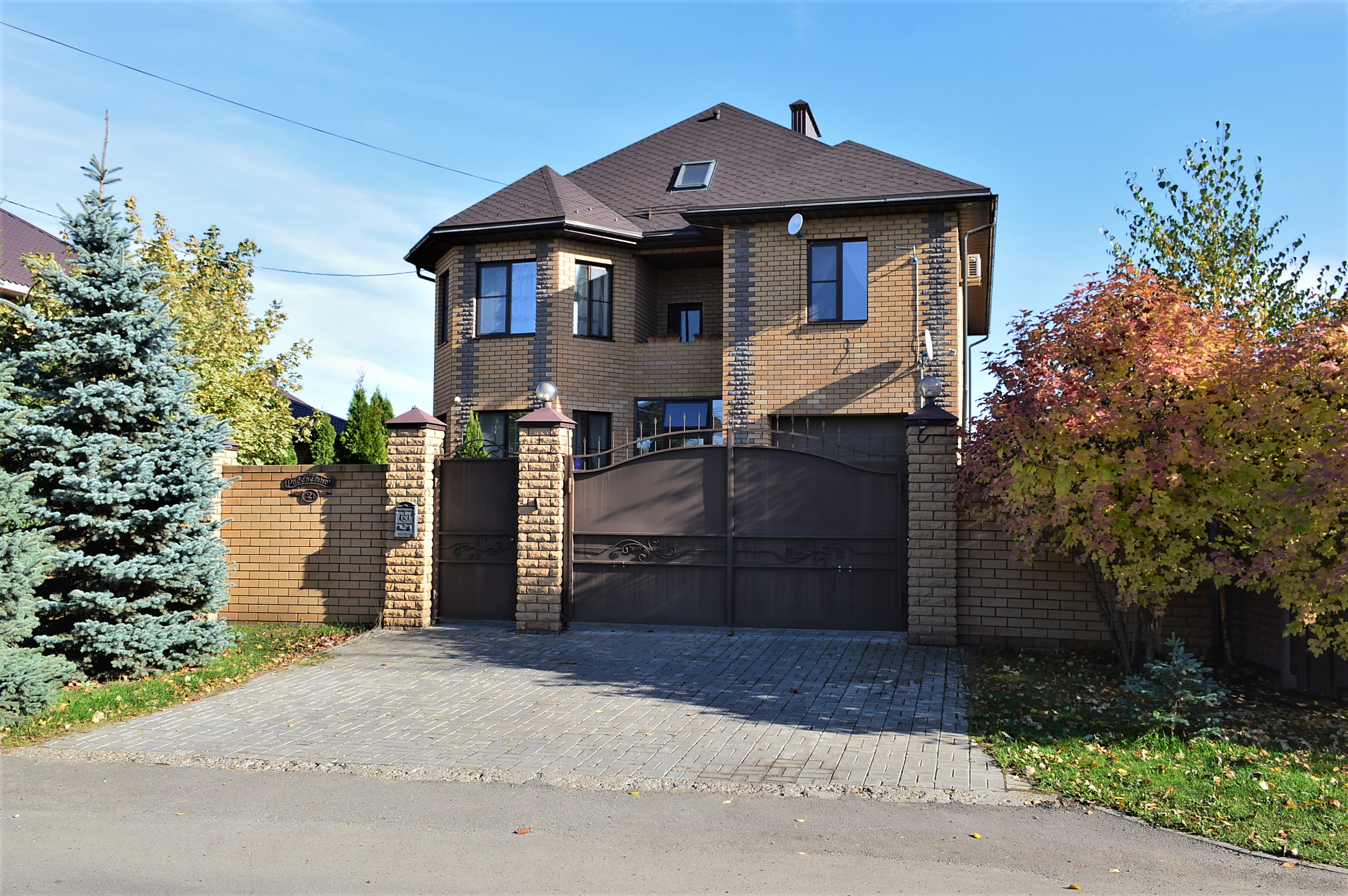
Жилой дом:  ул. Рассветная, 2Б
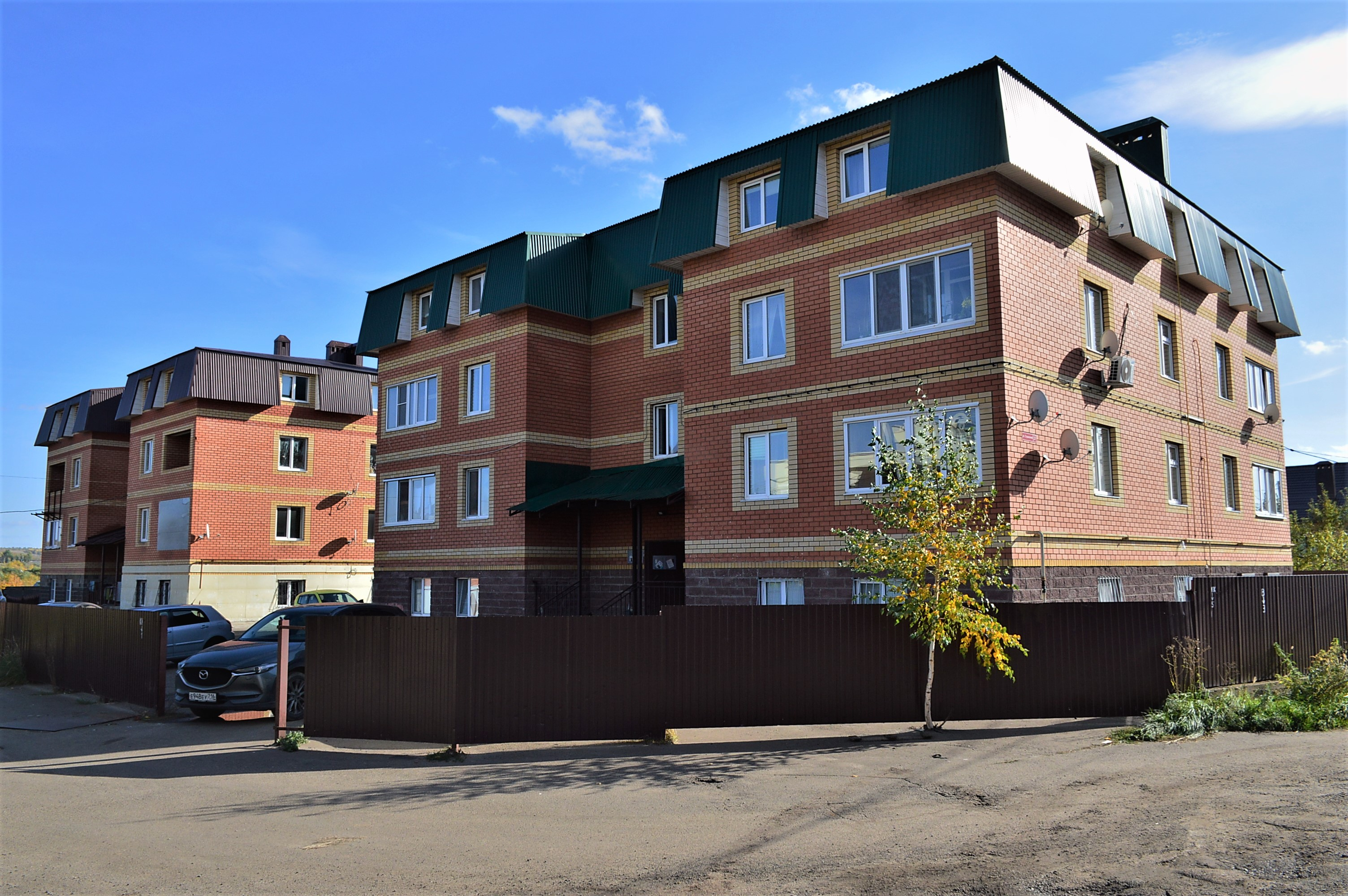
Многоквартирные дома по улице Строителей
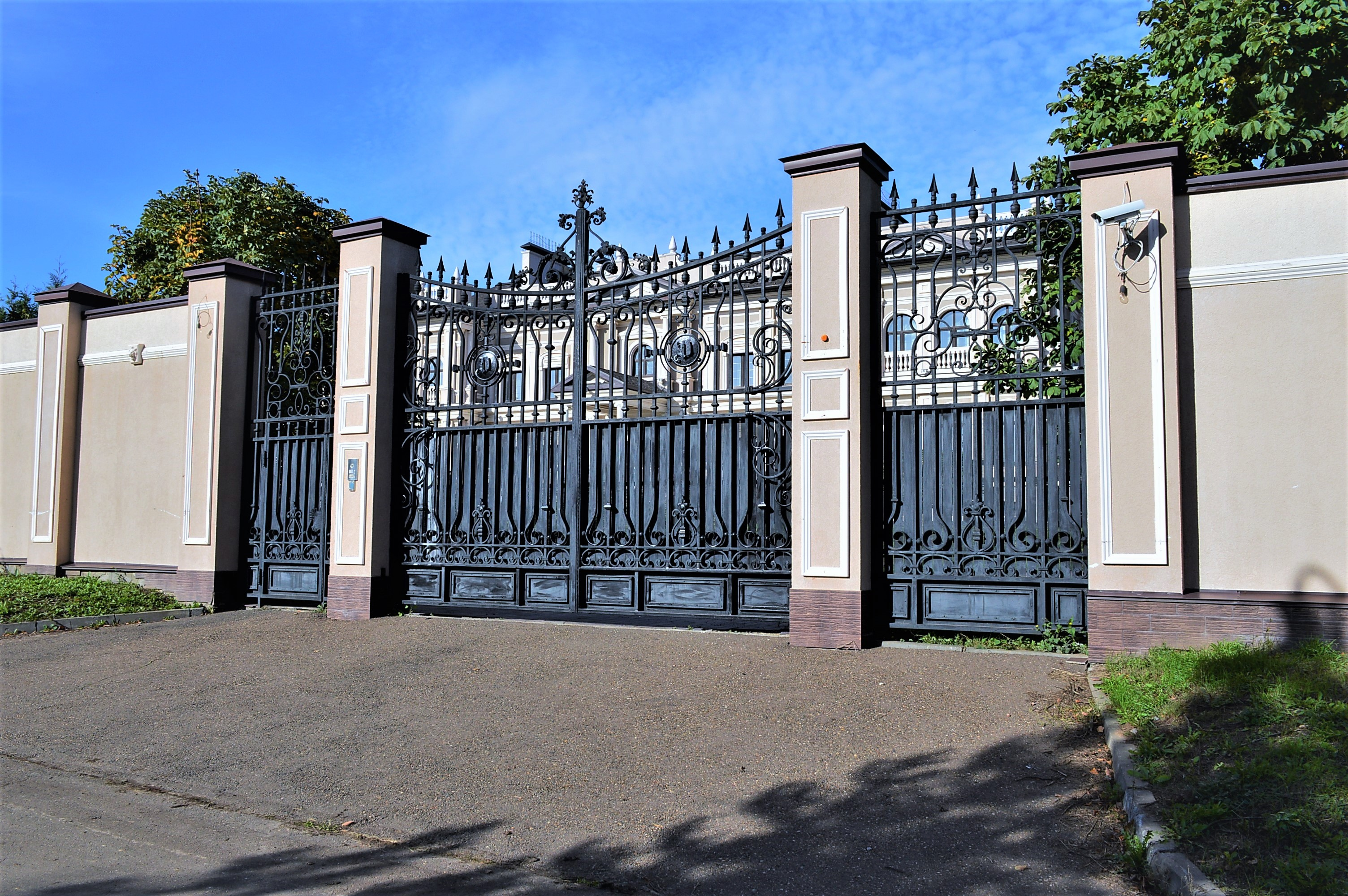
Въездные ворота домовладения: ул. Строителей, 1
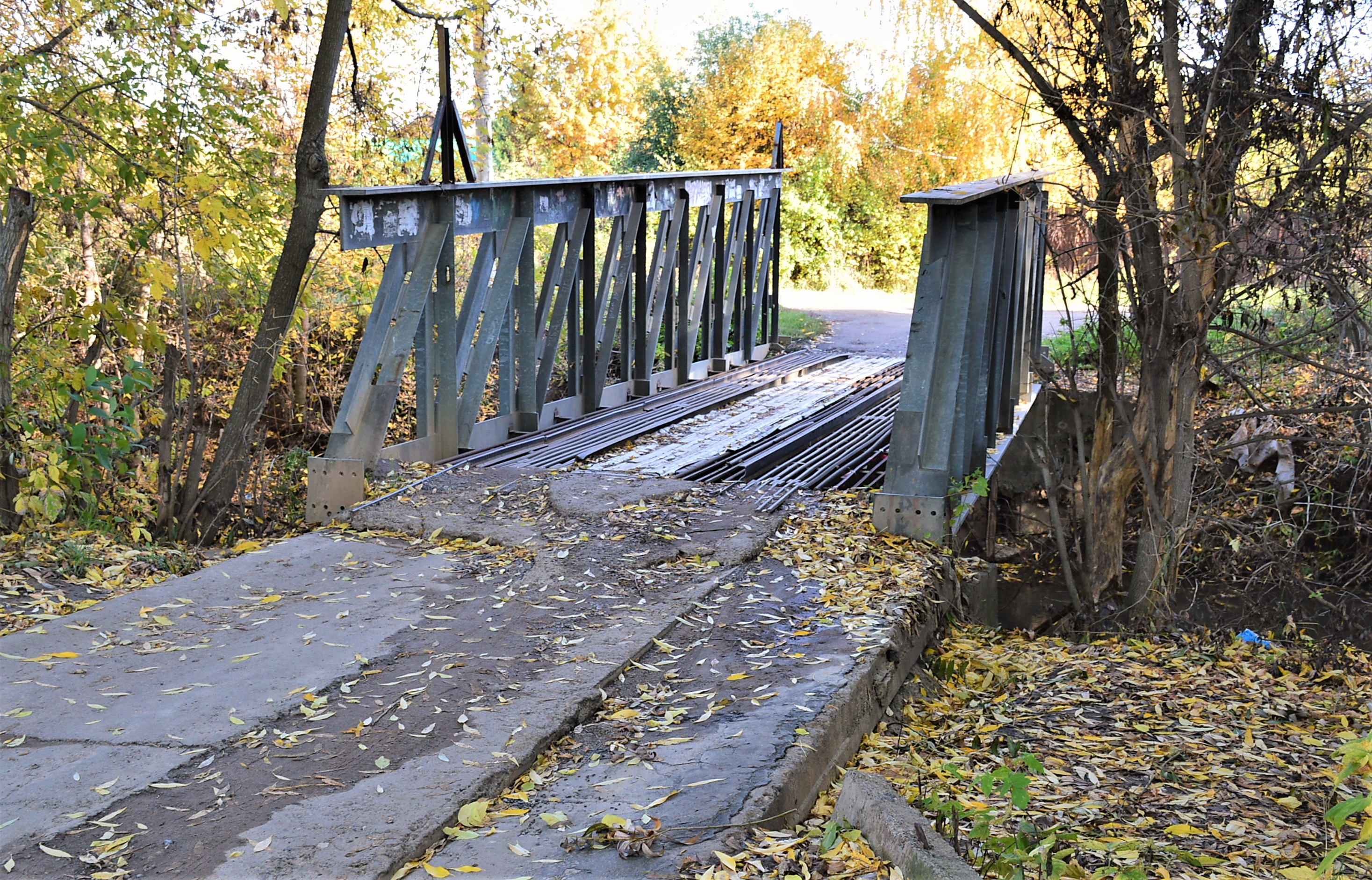
Мост через реку Нокса между посёлками Восточный и Вознесенское